# Kabinet-Cossiga II
Het kabinet–Cossiga II was de Italiaanse regering van 4 april 1980 tot 18 oktober 1980. Het kabinet werd gevormd door de politieke partijen DC, PSI en de PRI.

## Kabinet–Cossiga II (1980)
| Ambtsbekleder | Ambtsbekleder           | Ambtsbekleder                       | Functie                                  | Ambtstermijn     | Ambtstermijn     | Partij |
| ------------- | ----------------------- | ----------------------------------- | ---------------------------------------- | ---------------- | ---------------- | ------ |
|               | Francesco Cossiga       | Francesco Cossiga (1928–2010)       | Premier                                  | 4 augustus 1979  | 18 oktober 1980  | DC     |
|               | Piergiorgio Bressani    | Piergiorgio Bressani (1929–2022)    | Secretaris- generaal                     | 4 augustus 1979  | 28 juni 1981     | DC     |
|               | Virginio Rognoni        | Virginio Rognoni (1924–2022)        | Minister van Binnenlandse Zaken          | 13 juni 1978     | 4 augustus 1983  | DC     |
|               | Emilio Colombo          | Emilio Colombo (1920–2013)          | Minister van Buitenlandse Zaken          | 4 april 1980     | 4 augustus 1983  | DC     |
|               | Franco Reviglio         | Franco Reviglio (1935)              | Minister van Financiën                   | 4 augustus 1979  | 28 juni 1981     | PSI    |
|               | Filippo Maria Pandolfi  | Filippo Maria Pandolfi (1927)       | Minister van de Schatkist                | 12 maart 1978    | 18 oktober 1980  | DC     |
|               | Giorgio La Malfa        | Giorgio La Malfa (1939)             | Minister van het Budget                  | 4 april 1980     | 1 december 1982  | PRI    |
|               | Tommaso Morlino         | Tommaso Morlino (1925–1983)         | Minister van Justitie                    | 20 maart 1979    | 18 oktober 1980  | DC     |
|               | Antonio Bisaglia        | Antonio Bisaglia (1929–1984)        | Minister van Economische Zaken           | 4 augustus 1979  | 20 december 1980 | DC     |
|               | Lelio Lagorio           | Lelio Lagorio (1925–2017)           | Minister van Defensie                    | 4 april 1980     | 4 augustus 1983  | PSI    |
|               | Aldo Aniasi             | Aldo Aniasi (1921–2005)             | Minister van Volksgezondheid             | 4 april 1980     | 28 juni 1981     | PSI    |
|               | Vincenzo Scotti         | Franco Foschi (1931–2007)           | Minister van Arbeid en Sociale Zaken     | 4 april 1980     | 28 juni 1981     | DC     |
|               | Adolfo Sarti            | Adolfo Sarti (1928–1992)            | Minister van Onderwijs                   | 4 april 1980     | 18 oktober 1980  | DC     |
|               | Rino Formica            | Rino Formica (1927)                 | Minister van Transport                   | 4 april 1980     | 28 juni 1981     | PSI    |
|               | Francesco Compagna      | Francesco Compagna (1921–1982)      | Minister van Infrastructuur              | 4 april 1980     | 18 oktober 1980  | PRI    |
|               | Giovanni Marcora        | Giovanni Marcora (1922–1983)        | Minister van Landbouw                    | 22 november 1974 | 18 oktober 1980  | DC     |
|               | Oddo Biasini            | Oddo Biasini (1917–2009)            | Minister van Cultuur                     | 4 april 1980     | 28 juni 1981     | PRI    |
|               | Clelio Darida           | Clelio Darida (1927–2017)           | Minister van Communicatie                | 4 april 1980     | 18 oktober 1980  | DC     |
|               | Bernardo D'Arezzo       | Bernardo D'Arezzo (1922–1985)       | Minister van Toerisme                    | 4 augustus 1979  | 18 oktober 1980  | DC     |
|               | Remo Gaspari            | Remo Gaspari (1921–2011)            | Minister voor Parlementaire Betrekkingen | 4 april 1980     | 18 oktober 1980  | DC     |
|               | Massimo Severo Giannini | Massimo Severo Giannini (1915–2000) | Minister voor Publieke Diensten          | 4 augustus 1979  | 18 oktober 1980  | PSI    |
|               | Enrico Manca            | Enrico Manca (1931–2011)            | Minister voor Buitenlandse Handel        | 4 april 1980     | 28 juni 1981     | PSI    |
|               | Vincenzo Scotti         | Vincenzo Scotti (1933)              | Minister voor Europese Zaken             | 4 april 1980     | 28 juni 1981     | DC     |
|               | Vincenzo Russo          | Vincenzo Russo (1924–2005)          | Minister voor Regionale Zaken            | 4 april 1980     | 18 oktober 1980  | DC     |
|               | Nicola Capria           | Nicola Capria (1932–2009)           | Minister voor Zuid-Italië                | 4 april 1980     | 28 juni 1981     | PSI    |
|               | Vincenzo Balzamo        | Vincenzo Balzamo (1929–1992)        | Minister voor Wetenschaps- beleid        | 4 april 1980     | 18 oktober 1980  | PSI    |
|               | Beniamino Andreatta     | Beniamino Andreatta (1928–2007)     | Minister voor Welzijn                    | 4 april 1980     | 18 oktober 1980  | DC     |
|               | Nicola Signorello       | Nicola Signorello (1926)            | Minister voor de Koopvaardij             | 4 maart 1980     | 18 oktober 1980  | DC     |
|               | Gianni De Michelis      | Gianni De Michelis (1940–2019)      | Minister voor Staatsdeel- nemingen       | 4 april 1980     | 4 augustus 1983  | PSI    |

De Gasperi II · De Gasperi III · De Gasperi IV · De Gasperi V · De Gasperi VI · De Gasperi VII · De Gasperi VIII · Pella · Fanfani I · Scelba · Segni I · Zoli · Fanfani II · Segni II · Tambroni · Fanfani III · Fanfani IV · Leone I · Moro I · Moro II · Moro III · Leone II · Rumor I · Rumor II · Rumor III · Colombo · Andreotti I · Andreotti II · Rumor IV · Rumor V · Moro IV · Moro V · Andreotti III · Andreotti IV · Andreotti V · Cossiga I · Cossiga II · Forlani · Spadolini I · Spadolini II · Fanfani V · Craxi I · Craxi II · Fanfani VI · Goria · De Mita · Andreotti VI · Andreotti VII · Amato I · Ciampi · Berlusconi I · Dini · Prodi I · D'Alema I · D'Alema II · Amato II · Berlusconi II · Berlusconi III · Prodi II · Berlusconi IV · Monti · Letta · Renzi · Gentiloni · Conte I · Conte II · Draghi · Meloni